# LaRoyce Hawkins
LaRoyce Hawkins (Harvey, 4 maggio 1988) è un attore, poeta e musicista statunitense.

## Biografia
Nato in Illinois, esordisce nel 2008 in alcune serie televisive. Trova la massima popolarità nel 2014 con il ruolo di Kevin Atwater in Chicago P.D..

## Filmografia

### Cinema
- The Express, regia di Gary Fleder (2008)
- Reflection, regia di Kevin Michael Martin - cortometraggio (2011)
- Google Me Love, regia di Ryan Eakins - cortometraggio (2013)
- Fevah, regia di Randall Dottin - cortometraggio (2018)
- Canal Street, regia di Rhyan LaMarr (2018)
- Hope Springs Eternal, regia di Jack C. Newell (2018)
- Thirsty, regia di Nicole Delaney - cortometraggio (2019)
- The Killing of Kenneth Chamberlain, regia di David Midell (2019)
- Hands Up, regia di Chuck Whitman (2021)
- Beyond the Likes, regia di Rhyan LaMarr (2024)

### Televisione
- House of Payne – serie TV, episodio 4x14 (2008)
- Detroit 1-8-7 – serie TV, episodio 1x11 (2011)
- Underemployed - Generazione in saldo (Underemployed) – serie TV, episodio 1x08 (2012)
- Ballers – serie TV, episodio 1x01 (2015)
- Boyband – serie TV, episodio 2x08 (2016)
- Special Skills – serie TV, episodio 1x02 (2017)
- Chicago Justice – serie TV, episodi 1x02-1x10 (2017)
- South Side – serie TV, 9 episodi (2019-2022)
- Chicago Fire – serie TV, 15 episodi (2013-2025)
- Chicago Med – serie TV, 8 episodi (2019-2025)
- Chicago P.D. – serie TV, 235 episodi (2014-2025)
- Ironheart, regia di Sam Biley e Angela Barnes – miniserie TV (2025)

## Doppiatori italiani
Nelle versioni in italiano delle opere in cui ha recitato, LaRoyce Hawkins è stato doppiato da:
- Simone Crisari in Chicago Fire, Chicago P.D., Chicago Justice
- Ruggero Andreozzi in Ironheart